# Helenca
Helenca je žensko osebno ime.

## Izvor imena
Ime Helenca je različica ženskega osebnega imena Helena.

## Pogostost imena
Po podatkih Statističnega urada Republike Slovenije je bilo na dan 31. decembra 2007 v Sloveniji število ženskih oseb z imenom Helenca: 117.

## Osebni praznik
V koledarju je ime Helenca skupaj z imenom Helena; god praznuje 15. aprila ali pa 18. avgusta.